# 10216 Popastro
10216 Popastro este un asteroid din centura principală de asteroizi.

## Descriere
10216 Popastro este un asteroid din centura principală de asteroizi. A fost descoperit pe 22 septembrie 1997 la Church Stretton de Stephen P. Laurie
. Asteroidul prezintă o orbită caracterizată de o semiaxă mare de 2,76 ua, o excentricitate de 0,14 și o înclinație de 5,7° în raport cu ecliptica.